# Aeroportul Aupaluk
Aeroportul Aupaluk (IATA: YPJ, ICAO: CYLA) este un aeroport din Aupaluk⁠(d), Kativik Regional Government⁠(d), Nord-du-Québec⁠(d), Provincia Québec, Canada.
Situat la o altitudine de 37 m, aeroportul dispune de o singură pistă.